# Liste der Monuments historiques in Dompierre-sur-Besbre
Die Liste der Monuments historiques in Dompierre-sur-Besbre führt die Monuments historiques in der französischen Gemeinde Dompierre-sur-Besbre auf.

## Liste der Bauwerke
| Bezeichnung                                       | Beschreibung                               | Standort                | Kennzeichnung | Schutzstatus | Datum | Bild |
| ------------------------------------------------- | ------------------------------------------ | ----------------------- | ------------- | ------------ | ----- | ---- |
| Château de Chambonnet (Fotos in der Base Mérimée) | Schloss, erbaut Mitte des 16. Jahrhunderts | (Lage)                  | PA03000011    | Inscrit      | 2001  |      |
| Maison de la Tour (Fotos in der Base Mérimée)     |                                            | Route de Moulins (Lage) | PA00093385    | Inscrit      | 1990  |      |

## Liste der Objekte

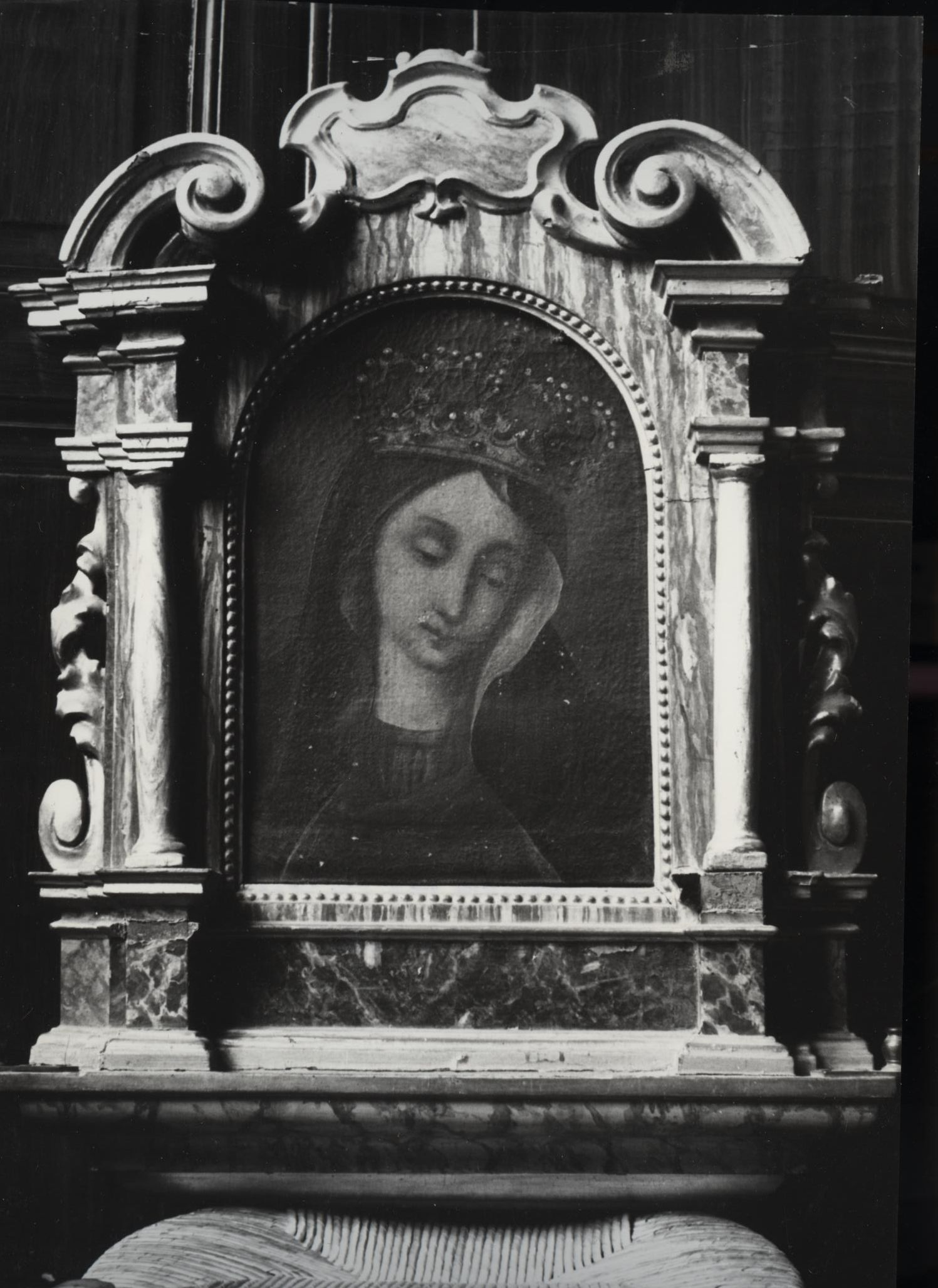
Gemälde Notre-Dame de Vérone (17./18. Jahrhundert) im Pfarrhaus

- Monuments historiques (Objekte) in Dompierre-sur-Besbre in der Base Palissy des französischen Kultusministeriums